# ألتو ديل أرينال (محطة مترو أنفاق مدريد)
ألتو ديل أرينال (بالإسبانية: Alto del Arenal)‏ هي محطة مترو أنفاق في مدريد في إسبانيا، تقع على الخط رقم 1.